# Powiat świebodziński
Powiat świebodziński är ett distrikt (powiat) i västra Polen, beläget i Lubusz vojvodskap. Huvudort och största stad är Świebodzin. Distriktet hade totalt 56 779 invånare år 2012.

## Administrativ kommunindelning
Distriktet indelas i totalt sex kommuner, varav två är stads- och landskommuner och fyra är landskommuner utan städer.

### Stads- och landskommuner
- Świebodzin (huvudort)
- Zbąszynek

### Landskommuner
- Lubrza
- Łagów
- Skąpe
- Szczaniec